# Agustinus Purnama Sastrawijaya
Agustinus Purnama Sastrawijaya, MSF (ur. 1 czerwca 1955 w Sukoharjo) – indonezyjski duchowny katolicki, misjonarz Świętej Rodziny, dziesiąty z kolei przełożony generalny Zgromadzenia Misjonarzy Świętej Rodziny.
Pierwszą profesję zakonną złożył 31 stycznia 1977 roku. Święcenia kapłańskie przyjął 6 stycznia 1983 roku.
W 1986 otrzymał doktorat z filozofii na Papieskim Uniwersytecie Gregoriańskim w Rzymie i wykładał ją na Uniwersytecie Sanata Darma w Yogyakarta.
W latach 2010–2013 pełnił funkcję przełożonego prowincjalnego na Jawie (Indonezja). Następnie przeniósł się do Rzymu, gdzie pełnił funkcję Wikariusza Generalnego zgromadzenia.
23 września 2019 roku Kapituła Generalna Misjonarzy Świętej Rodziny wybrała go na urząd generała. Jest pierwszym przełożonym generalnym spoza Europy.